# Плямиста котяча акула японська
Плямиста котяча акула японська (Halaelurus buergeri) — акула з роду Halaelurus родини Котячі акули. Інші назви «чорноплямиста котяча акула», «плямиста котяча акула Бюргера». Існують численні районні варіації цієї акули, що призвело до думки щодо існування окремих самостійних видів біля Філіппін, Тайваню та Кореї. Втім на тепер вважається єдиним видом.

## Опис
Загальна довжина досягає 49 см. Зовнішністю нагадує Halaelurus boesemani. Голова широка. Ніс загострений. Очі великі, мигдалеподібні, з мигальною перетинкою. Зіниці щілиноподібні. За очима розташовані крихітні бризкальця. Ніздрі мають трикутні носові клапани. Губні борозни короткі, не виходять за кути рота. Рот середніх розмірів. зуби дрібні з багатьма верхівками, з яких центральна є високою та гострою, бокові — маленькі. Вони розташовані у декілька рядків. У неї 5 пар коротких зябрових щілин, спрямованих дещо за діагоналлю до осі тіла. Тулуб стрункий та гнучкий. Грудні плавці великі. Має 2 спинних плавця однакового розміру, що розташовані у хвостовій частині. Черево коротке, у 1,5 рази менше за довжину переднього краю грудних плавців. Анальний плавець відносно широкий та низький. Хвостовий плавець вузький, гетероцеркальний.
Забарвлення світло-коричневе до жовтуватого відтінку. На спині та боках розкидані дрібні чорні плями. Від голови до хвоста розташовані темні сідлоподібні плями. Черево світліше за спину.

## Спосіб життя
Тримається на глибині 80-100 м, на континентальному шельфі й приострівних схилах. Доволі млява акула. Полює біля дна, є бентофагом. Живиться дрібними креветками та крабами, головоногими молюсками, личинками морських тварин, невеличкими костистими рибами.
Статева зрілість у самців настає при розмірі 36 см, самиць — 40-41 см. Це яйцекладна акула. У неї своєрідна перехідна форма між яйцекладенням та яйцеживородженням, коли яйця не залишають яйцевід до певної степені розвитку. Самиця відкладає 6-12 яєць.
Не є об'єктом промислового вилову. Деякий інтерес спостерігається з боку акваріумістів. Іноді використовується для вироблення рибного борошна.

## Розповсюдження
Мешкає від узбережжя Японії до Філіппін, також зустрічається в акваторії Китаю, Тайваню, Корейського півострова.